# Karl Gebhardt
Karl Franz Gebhardt  (Haag in Oberbayern, 23 de noviembre de 1897 – Landsberg am Lech, 2 de junio de 1948) fue un doctor en Medicina, cirujano, criminal de guerra y consultor de las SS con el grado de Brigadeführer y Teniente General de las Waffen SS, uno de los médicos personales de las SS de Himmler y promotor de los experimentos humanos terminales con prisioneros en los campos de concentración de Ravensbrück y Auschwitz.

## Carrera nazi
Su padre fue médico de la familia Himmler y, de este modo, Karl conoció al joven Heinrich Himmler, de quien se hizo amigo.    
En 1919, después de la Primera Guerra Mundial, se unió al grupo paramilitar Freikorps Oberland donde se sumó a Heinrich Himmler y a Sepp Dietrich. Participó en el Putsch de Múnich en 1923, en apoyo de Hitler.
En 1924, trabajó como becario no remunerado en la Clínica Quirúrgica de la Universidad de Múnich bajo las órdenes de Ernst Ferdinand Sauerbruch. En 1932 obtuvo los certificados de doctor en Medicina en Múnich y se especializó en medicina ortopédica. Trabajó como profesor en la Universidad de Berlín en su especialidad. 
En 1933, se hizo miembro del Partido nazi con el n.º de socio 1723317, cuando Himmler era Gruppenführer de las SA. En 1935, se unió a las SS y ejerció como médico superintendente en el sanatorio SS de Hohenlychen en Uckermark. Ese sanatorio sería transformado por Gebhardt en un centro de investigación médica. Ese año recibió a Irma Grese como  ayudante, dado que nunca se graduó como enfermera, la cual sería destinada más tarde a Auschwitz y conocida como el Ángel de la Muerte.
Durante los Juegos Olímpicos de Berlín 1936, ejerció como Jefe del Departamento de Medicina de la Academia del Reich como jefe médico de Educación Física de los deportistas alemanes. En 1938, Gebhardt es nombrado médico personal de Himmler, se le nombra Brigadeführer de las SS y además ejerce como presidente de la Cruz Roja Alemana.

### Experimentación médica
En 1939, cuando se crearon los campos de concentración en Ravensbrük y Auschwitz, Gebhardt fue asignado por Himmler como médico en jefe SS de los 24 médicos a cargo de experimentos médicos que recibieron la autorización para ingresar a estos campos de la muerte.   
Gebhardt junto con sus ayudantes, los médicos Fritz Fischer y Ludwig Stumpfegger, comenzaron a realizar experimentos de una cuestionable validez científica con jóvenes prisioneros sanos. Así, amputaron miembros de prisioneros para luego probar prótesis ortopédicas. Como jefe médico de las SS, Gebhardt dirigió a médicos tales como Sigmund Rascher, Ding-Schuler
, Fritz Klein, Claus Schilling, entre otros. En Auschwitz, conoció a Josef Mengele quien realizaba estudios genéticos con gemelos y gitanos bajo la dirección del Instituto de Higiene Racial supervisado por Eduard Wirths.
Karl Gebhardt trabajó principalmente en Ravensbrück, donde realizó siniestros experimentos médicos con jóvenes prisioneras. Así, llevó a cabo amputaciones, defenestraciones, intercambio de miembros amputados, re-injertos de brazos o piernas entre prisioneros, disecciones de personas vivas y sin anestesia y experimentos con antibióticos. Para ello simulaba heridas de guerra con los prisioneros introduciendo pedazos de astillas de madera, esquirlas de metal, tierra, vidrios o cuerpos extraños infectados con variedades de estreptococos, el Clostridium perfringens para provocar la gangrena gaseosa, el Clostridium tetani para causar el tétanos, con el fin luego de probar antibióticos como la sulfamida (proveniente de soldados aliados capturados). Los experimentos eran seguidos con la observación de sujetos de control (sin tratamiento) para evaluar los efectos de dichos experimentos. Los prisioneros que alcanzaban mejoría eran posteriormente gaseados.

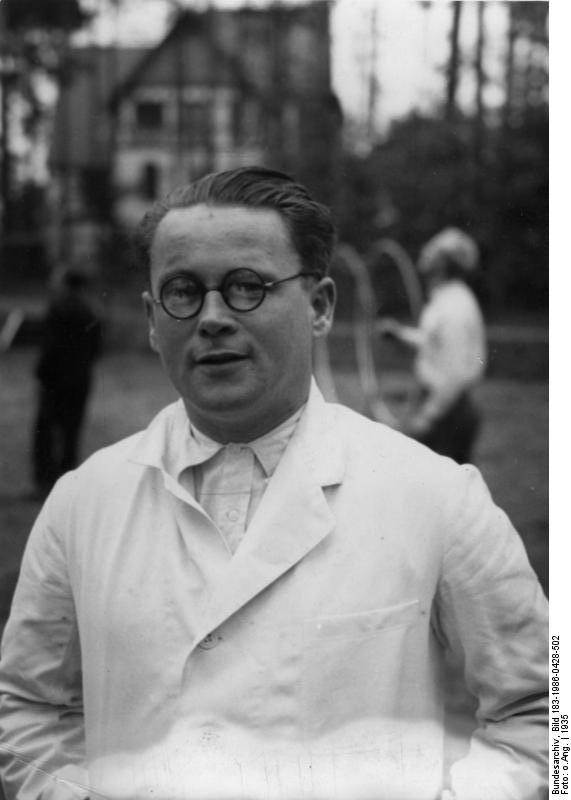
Karl Gebhardt fotografiado en Hohenlychen en 1935.

En mayo de 1942 Himmler envió a Gebhardt a Praga para tratar de salvar la vida del Obergruppenführer Reinhard Heydrich, pero a pesar de la opinión de Theodor Morell médico personal de Hitler en la aplicación de sulfamidas como tratamiento de la infección, Gebjardt no lo aceptó y a pesar de sus esfuerzos fueron inútiles, El Carnicero de Praga moriría el 4 de junio de 1942.
En 1943, Karl Gebhardt es destinado a la Policía como consultor médico, y en un congreso médico de las SS en que se exponían los resultados de estas funestas investigaciones, anunció que asumía toda la responsabilidad humana, quirúrgica y política por los experimentos en los campos de concentración con los prisioneros judíos.
En 1944, Gebhardt recibió en el sanatorio de Hohenlychen al ministro de armamento y producción Albert Speer, quien estaba afectado de una dolencia. Gebhardt estuvo a punto de asesinar a Speer, pues había recibido órdenes de Himmler a tal efecto. A fines de abril de 1945, Gebhardt estuvo presente en el búnker de Hitler y mantuvo una entrevista con Joseph Goebbels antes de huir a reunirse con Himmler.

## Fuga, detención y muerte
En mayo de 1945, Gebhardt formó parte de la pequeña comitiva que acompañó a Himmler a Flensburg para entrevistarse con el Almirante Karl Dönitz. Ante el fracaso de la reunión, la comitiva decidió retornar a Múnich, siendo detenidos por comandos ingleses en la localidad de Bremervörde y llevados a juicio. 
Karl Gebhardt figuraba entre los acusados en el llamado Juicio de los doctores, donde el 20 de agosto de 1947 fue juzgado y condenado a muerte por los cargos de crímenes contra la humanidad, promotor de la guerra de agresión y genocidio. Fue ahorcado en la prisión de Landsberg, el 2 de junio de 1948 junto con otros funcionarios del régimen nazi.

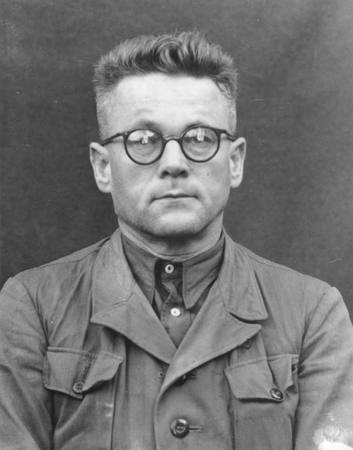
Karl Gebhardt durante el juicio.